# جون فرنسيس ماهوني
جون فرنسيس ماهوني هو سياسي كندي، ولد في 17 ديسمبر 1884، وتوفي في 2 سبتمبر 1929 بسبب حادث مرور. انتخب عضو مجلس نواب نوفا سكوتيا.